# Phoenix Lake-Cedar Ridge
Phoenix Lake-Cedar Ridge é uma Região censo-designada localizada no estado americano da Califórnia, no Condado de Tuolumne.

## Demografia
Segundo o censo americano de 2000, a sua população era de 5123 habitantes.

## Geografia
De acordo com o United States Census Bureau tem uma área de 65,8 km², dos quais 65,4 km² cobertos por terra e 0,4 km² cobertos por água.

## Localidades na vizinhança
O diagrama seguinte representa as localidades num raio de 8 km ao redor de Phoenix Lake-Cedar Ridge.